# Arion owenii
Arion owenii is een slakkensoort uit de familie Arionidae. De wetenschappelijke naam werd gepubliceerd in 1979 door Davies.